# 2020 au Tchad
Cet article présente les faits marquants de l'année 2020 au Tchad.

## Évènements
- 23 mars : Boko Haram lance deux offensives contre des militaires : la bataille de Bohoma contre une base militaire tchadienne sur une presqu'île du Lac Tchad, tuant 98 militaires et en blessant une cinquantaine ; et la bataille de Goneri, une embuscade contre un convoi militaire nigérian dans l'État de Borno, l'attaque provoquant la mort d'au moins 70 militaires nigérians et 50 combattants de Boko Haram[1].
- 31 mars - 8 avril : opération Colère de Bohoma au Tchad contre Boko Haram.
- 8 avril : fin de l'Opération Colère de Bohoma menée par l'armée tchadienne contre l'État islamique en Afrique de l'Ouest et contre Boko Haram sur les îles du lac Tchad.
- 11 avril : Le Tchad met fin à sa participation militaire avec la Force opérationnelle multinationale mixte (MNJTF) contre Boko Haram, affirmant que les forces terrestres tchadiennes ne fonctionneront plus en dehors de ses frontières[réf. souhaitée].
- 30 avril : au Tchad, l'Assemblée nationale vote l'abolition de la peine de mort à une large majorité[2] ; les 4 derniers détenus du pays condamnés à mort en attente de leur peine ne seront pas exécutés[2].